# Thonningia
Thonningia é um género monotipo de plantas com flor da família Balanophoraceae contendo a uma única espécie, Thonningia sanguinea. Está distribuído em grande parte da África Austral e Ocidental, particularmente nas regiões tropicais. Nomes comuns para a planta incluem abacaxi moído. Uma planta familiar para os humanos, tem uma lista extremamente longa de nomes comuns em muitas línguas africanas. Muitos nomes são inspirados pela semelhança da inflorescência da planta em um abacaxi ou palmeira. Alguns dos nomes podem ser traduzidos como abacaxi do mato (de Anyi), kolanut do duiker (de Igala) e a coroa do solo (de ioruba).